# Flavio Vanzella
Flavio Vanzella (Vazzola, 1 maart 1964) is een Italiaans voormalig wielrenner, die beroeps was tussen 1989 en 1998.

## Wielerloopbaan
Vanzella werd als amateur in 1987 wereldkampioen in de 100 km ploegentijdrit, nadat hij het jaar daarvoor al tweede was geworden. In 1989 werd hij professional en boekte drie overwinningen, waarvan een etappe in de Ronde van Zwitserland wel het meest aansprak. Daarnaast droeg Vanzella twee dagen de gele trui in Ronde van Frankrijk 1994.

## Belangrijkste overwinningen
1986
- Eindklassement Regio Tour International

1987
- Wereldkampioenschap op de weg, 100 km ploegentijdrit, Amateurs;+ Roberto Fortunato, Eros Poli, Mario Scirea

1993
- 1e etappe Euskal Bizikleta
- 4e etappe Ronde van Frankrijk (TTT) met GB–MG Maglificio (met Franco Ballerini, Carlo Bomans, Mario Cipollini, Zenon Jaskuła, Johan Museeuw, Wilfried Peeters, Laurent Pillon en Franco Vona)

1995
- Ronde van Veneto
- 10e etappe Ronde van Zwitserland

## Resultaten in voornaamste wedstrijden
| Jaar | Ronde van Italië | Ronde van Frankrijk | Ronde van Spanje |
| ---- | ---------------- | ------------------- | ---------------- |
| 1989 |                  |                     | opgave           |
| 1991 | 93e              |                     |                  |
| 1992 | 76e              | 59e                 |                  |
| 1993 | 82e              | 51e                 |                  |
| 1994 | 60e              | 41e                 |                  |
| 1995 |                  | 86e                 |                  |
| 1996 |                  | 60e                 | opgave           |
| 1997 |                  | 106e                |                  |

| Jaar | Milaan-San Remo |
| ---- | --------------- |
| 1989 |                 |
| 1991 | 100e            |
| 1992 | 109e            |
| 1993 |                 |
| 1994 |                 |
| 1995 |                 |
| 1996 |                 |
| 1997 |                 |